# Cathédrale Saint-Lasérian de Leighlin
La cathédrale Saint-Lasérian de Leighlin est une cathédrale anglicane irlandaise consacrée à saint Lasérian.
Elle est le siège historique du diocèse de Leighlin. Elle devient anglicane après la Réforme anglaise. L’évêché est fusionné avec celui de Ferns en 1597 dans le diocèse de Ferns et Leighlin, puis avec celui d’Ossory en 1835 dans le diocèse d’Ossory, Ferns et Leighlin, et enfin en 1977 avec celui de Cashel dans le diocèse de Cashel et Ossory.

## Histoire
Le site est celui d’un monastère important des premières périodes chrétiennes en Irlande, ayant accueilli jusqu’à 1 500 moines, et lieu d’un synode en 630 où a été calculé la date de Pâques pour tout le monde chrétien.

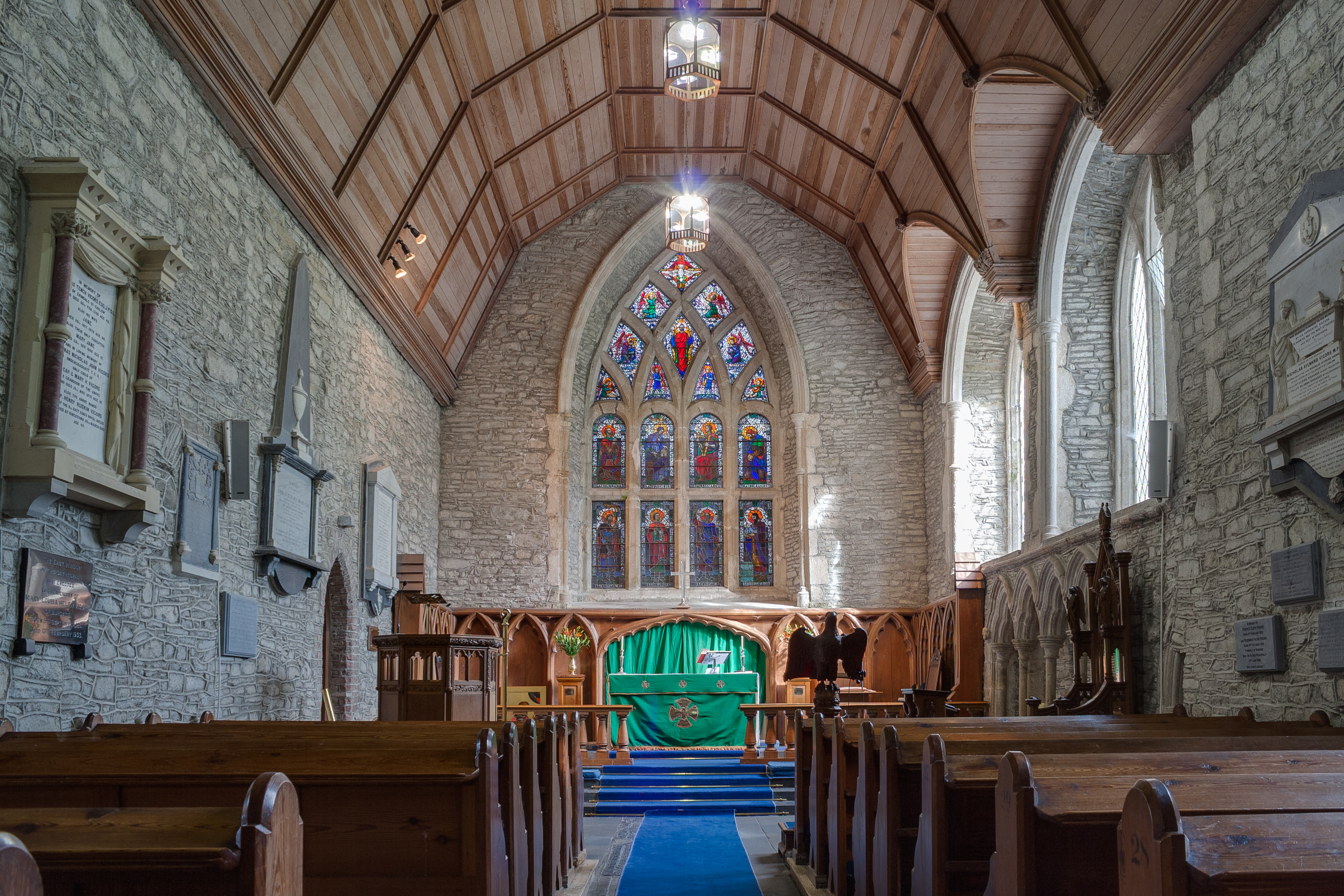
L'intérieur.

La cathédrale est construite au Moyen Âge à la place de l’abbatiale (datée de 632). Elle est l’une des plus petites de cette époque. Dans un style gothique — la taille de ses fenêtres ne dépassant pas celle d’une fenêtre romane —, elle présente une basse tour carrée crénelée.
Le bras nord de son transept est en ruine.

## Source
- (en) Cet article est partiellement ou en totalité issu de l’article de Wikipédia en anglais intitulé « St Laserian's Cathedral, Old Leighlin » (voir la liste des auteurs).